# Joueuse de l'année de l'UEFA
La Joueuse de l’année de l’UEFA est un prix décerné par l'UEFA à une joueuse jouant pour un club de football européen et qui a su se distinguer comme étant la meilleure de la saison écoulée. Créé en 2013 sous le nom de Prix UEFA de la Meilleure joueuse d'Europe, le prix change de nom nom en 2017.
Le premier prix est remporté par Nadine Angerer. La dernière récipiendaire est Aitana Bonmatí en 2023.

## Critères de choix
Selon l'UEFA, « Le prix de Joueuse de l'année UEFA récompense les meilleures joueuses, quelle que soit leur nationalité, qui ont joué au sein d'une association membre de l'UEFA durant la saison dernière. Les joueuses sont jugées sur leur performances en club et en sélection.».

## Votes
Selon l'UEFA, « Le jury est composé des entraîneurs et entraîneures des clubs qui ont participé aux huitièmes de finale de l'UEFA Women’s Champions League 2020/21. Vingt journalistes de football féminin figurant sur la liste de l'ESM ont aussi fait partie du jury. Chaque membre a choisi son top 3, la première joueuse recevant 5 points, la deuxième 3, la troisième 1. Les entraîneurs et entraîneures ne pouvaient élire des joueuses de leur club.

## Palmarès
| Année                                      | Vainqueur                                  | Club                                       | Deuxième                                   | Club                                       | Troisième                                  | Club                                       |
| Prix UEFA de la Meilleure joueuse d'Europe | Prix UEFA de la Meilleure joueuse d'Europe | Prix UEFA de la Meilleure joueuse d'Europe | Prix UEFA de la Meilleure joueuse d'Europe | Prix UEFA de la Meilleure joueuse d'Europe | Prix UEFA de la Meilleure joueuse d'Europe | Prix UEFA de la Meilleure joueuse d'Europe |
| ------------------------------------------ | ------------------------------------------ | ------------------------------------------ | ------------------------------------------ | ------------------------------------------ | ------------------------------------------ | ------------------------------------------ |
| 2013                                       | Nadine Angerer                             | Eintracht Francfort                        | Lena Goeßling                              | VfL Wolfsburg                              | Lotta Schelin                              | Olympique lyonnais                         |
| 2014                                       | Nadine Keßler                              | VfL Wolfsburg                              | Martina Müller                             | VfL Wolfsburg                              | Nilla Fischer                              | VfL Wolfsburg                              |
| 2015                                       | Célia Šašić                                | Eintracht Francfort                        | Amandine Henry                             | Olympique lyonnais                         | Dzsenifer Marozsán                         | Eintracht Francfort                        |
| 2016                                       | Ada Hegerberg                              | Olympique lyonnais                         | Amandine Henry                             | Olympique lyonnais                         | Dzsenifer Marozsán                         | Eintracht Francfort                        |
| Joueuse de l’année de l’UEFA               |                                            |                                            |                                            |                                            |                                            |                                            |
| 2017                                       | Lieke Martens                              | FC Barcelone                               | Pernille Harder                            | VfL Wolfsburg                              | Dzsenifer Marozsán                         | Olympique lyonnais                         |
| 2018                                       | Pernille Harder                            | VfL Wolfsburg                              | Ada Hegerberg                              | Olympique lyonnais                         | Amandine Henry                             | Olympique lyonnais                         |
| 2019                                       | Lucy Bronze                                | Olympique lyonnais                         | Ada Hegerberg                              | Olympique lyonnais                         | Amandine Henry                             | Olympique lyonnais                         |
| 2020                                       | Pernille Harder (2)                        | VfL Wolfsburg                              | Wendie Renard                              | Olympique lyonnais                         | Lucy Bronze                                | Olympique lyonnais                         |
| 2021                                       | Alexia Putellas                            | FC Barcelone                               | Jennifer Hermoso                           | FC Barcelone                               | Lieke Martens                              | FC Barcelone                               |
| 2022                                       | Alexia Putellas (2)                        | FC Barcelone                               | Beth Mead                                  | Arsenal FC                                 | Lena Oberdorf                              | VfL Wolfsburg                              |
| 2023                                       | Aitana Bonmatí                             | FC Barcelone                               | Sam Kerr                                   | Chelsea FC                                 | Olga Carmona                               | Real Madrid                                |

### Statistiques

#### Palmarès par joueuse
Pernille Harder est le plus titrée avec deux trophées.
Amandine Henry est la joueuse la plus nommée dans le top 3 des joueuses de l’année de l’UEFA avec 4 apparitions.
| Rang | Joueur                                                                         | Première | Deuxième | Troisième |
| ---- | ------------------------------------------------------------------------------ | -------- | -------- | --------- |
| 1    | Pernille Harder                                                                | 2        | 1        | 0         |
| 2    | Alexia Putellas                                                                | 2        | 0        | 0         |
| 3    | Ada Hegerberg                                                                  | 1        | 2        | 0         |
| 4    | Lucy Bronze Lieke Martens                                                      | 1        | 0        | 1         |
| 6    | Nadine Angerer Nadine Keßler Célia Šašić Aitana Bonmatí                        | 1        | 0        | 0         |
| 10   | Amandine Henry                                                                 | 0        | 2        | 2         |
| 11   | Lena Goeßling Martina Müller Wendie Renard Jennifer Hermoso Beth Mead Sam Kerr | 0        | 1        | 0         |
| 17   | Dzsenifer Marozsán                                                             | 0        | 0        | 3         |
| 18   | Lotta Schelin Nilla Fischer Lena Oberdorf Olga Carmona                         | 0        | 0        | 1         |

#### Palmarès par nationalité
L'équipe nationale comportant le plus de lauréats est l'équipe d'Allemagne avec trois récipiendaires différentes. L'équipe du Danemark est deuxième grâce aux deux trophées remportés par Pernille Harder.
| Rang | Équipe nationale | Première | Deuxième | Troisième |
| ---- | ---------------- | -------- | -------- | --------- |
| 1    | Allemagne        | 3        | 2        | 4         |
| 2    | Espagne          | 3        | 1        | 1         |
| 3    | Danemark         | 2        | 1        | 0         |
| 4    | Norvège          | 1        | 2        | 0         |
| 5    | Angleterre       | 1        | 1        | 1         |
| 6    | Pays-Bas         | 1        | 0        | 1         |
| 7    | France           | 0        | 3        | 2         |
| 8    | Australie        | 0        | 1        | 0         |
| 9    | Suède            | 0        | 0        | 2         |

#### Palmarès par club
- 4 trophées : FC Barcelone
- 3 trophées : VfL Wolfsburg
- 2 trophées : Olympique lyonnais / Eintracht Francfort